# Nintendo Comics System
Nintendo Comics System foi uma série de gibis publicados pela Valiant Comics de 1990 a 1991. A série fazia parte de um licenciamento com a Nintendo, apresentando histórias em quadrinhos com os personagens das franquias de Video-games produzidos pela companhia, e também dos desenhos animados baseados nos mesmos.

## Títulos
Nota: Histórias curtas são aquelas com somente 1 ou 2 páginas. Histórias longas são aquelas com 4 páginas ou mais.

### Super Mario Bros.
Histórias curtas
- The Legend
- Koopa's Health & Beauty Tips
- Dear Princess Toadstool (1ª parte)
- Public Service Announcement
- The Mario Bros. Guide To Grooming Your Moustache
- Dear Princess Toadstool (2ª parte)
- Koopa's Believe It Or Else!
- Dear Princess Toadstool (3ª parte)
- Mario Bros. Museum Of Plumbing (1ª  parte)
- Koopa's High School Yearbook
- Fryguy High Yearbook - Activity Page!
- Mario Bros. Museum Of Plumbing (2ª parte)
- Family Album: The Early Years
- Advertisement: Koopa Kola
- In The Swim! Fun And Sun Fashions
- Advertisement: Klub Koopa
- Advertisement: Koopatone
- Family Album: Summer Camp
- Throne Out
- Weight Up
- Kitchen Kraziness
- Toad's House

Histórias longas
- The Fish That Should've Gotten Away
- Mutiny on the Fungi
- A Mouser in the Houser
- Just Deserts
- The Adventures of Dirk Drain-Head
- You Again?
- Piranha Round-Sue
- Cloud Nine
- Magic Carpet Madness
- The Kingdom Enquirer
- Bedtime For Drain-Head
- Love Flounders
- Betrayal Most Proper
- Beauty and the Beach
- Fins and Roses
- Duh Stoopid Bomb!
- Cloud Burst
- The Buddy System
- It's Always Fair Weather
- Elect Mario For Man of the Year
- The Revenge of Pipe Ooze!
- Minor Defects
- The Doctor Is In... Over His Head
- Bowser Knows Best!
- Tanooki Suits Me

### Game Boy
Histórias curtas
- International Enquisitor (1ª parte)
- International Enquisitor (2ª parte)
- International Enquisitor (3ª parte)

Histórias longas
- In the Palm of Your Hand...
- It's A Small World After All
- Team Play

### The Legend of Zelda
Histórias curtas
- [Prologue]
- Map of Hyrule
- Map of North Castle
- Zelda's Consumer Tips
- Secrets of the Triforce
- The Perfect Date
- Impa's Info
- The Adventurer Link
- The Complete Hero
- The Legendary Zelda

Histórias longas
- Missing in Action
- He Also Serves
- Trust Me
- To the First Power
- The Power / The Price
- Thief in the Night
- Queen of Hearts
- It's Good to be King
- The Day of the Triforce
- Coming Home
- Assault / Choices

### Captain N: The Game Master
Histórias curtas
- Welcome to VideoLand
- Every Dog Has His Day
- Villains' Do's And Don'ts
- The Item
- The Fabulous Powers of Captain N
- Video-Town
- Secrets of the Warp Zones
- VideoLand Guidebook: Prisonworld

Histórias longas
- All's Well That Ends Swell
- The Fruit and Vegetable War
- Money Changes Everything
- The Happy Zone
- Just a Dog
- The Master Machine
- Nervous Meltdown
- A Dog's Life
- The Real Game Master
- Breakout
- A King of Shreds and Patches
- When Friends Fall Out

### Metroid
Histórias curtas
- The Coming of a Hero
- Metroid
- Return of Samus

Histórias longas
- Deciet Du Jour

### Punch-Out!!
Histórias curtas
- The First Fight

Histórias longas
- Outsiders
- Fox and Hounds